# لي هاردي
لي هاردي (بالإنجليزية: Lee Hardy)‏ هو لاعب كرة قدم بريطاني في مركز الوسط، ولد في 26 نوفمبر 1981 في بلاكبول في المملكة المتحدة. لعب مع أولدهام أثلتيك وماكليسفيلد تاون.

## وصلات خارجية
- لي هاردي على موقع قاعدة بيانات كرة القدم.إي يو (الإنجليزية)
- لي هاردي على موقع Soccerbase.com (لاعب) (الإنجليزية)